# Гезелль, Сильвио
Йохан Сильвио Гезелль (нем. Johann Silvio Gesell; 17 марта 1862, Санкт-Вит, ныне в Бельгии — 11 марта 1930, Ораниенбург, Германия) — немецкий предприниматель, финансовый теоретик и общественный реформатор, автор теории «свободной экономики» (от нем. Freiwirtschaft).

## Биография
Был седьмым из девяти детей в семье потомка уроженцев Пруссии Эрнста Гезелля из Ахена и валлонки Жанетт Тальбо из Бельгии. В 1887 году переехал в Буэнос-Айрес, Аргентина. В Буэнос-Айресе был преуспевающим немецким купцом, начал изучать проблемы денежного обращения под влиянием экономического кризиса конца 1880-х годов, который был особенно сильным в Аргентине.
Его первый научный труд — «Реформа монетного дела как путь к социальному государству» — был опубликован в Буэнос-Айресе в 1891 году. Основные идеи о деньгах опубликованы в том же году в Буэнос-Айресе в работе «Nervus rerum», а также во многих последующих книгах и памфлетах, выходивших вплоть до его ухода от дел и отъезда в Швейцарию в 1906 году. В 1907—1911 годах вновь жил в Аргентине, затем вернулся в Германию и поселился в вегетарианской коммуне «Obstbausiedlung Eden», основанной Францем Оппенгеймером в Ораниенбурге, к северу от Берлина. Здесь он издавал журнал «Физиократ», закрытый в связи с цензурой, усилившейся после начала Первой мировой войны.
Первая часть его классической работы «Осуществление права на полный рабочий день» была опубликована в 1906 году в Швейцарии, а вторая — в 1911 году в Берлине под названием «Новое учение о проценте». Обе части были опубликованы в Берлине и в Швейцарии во время войны (1916) и выдержали при его жизни шесть изданий, последнее из которых называется «Свободное государство и свободные деньги как путь к естественному экономическому порядку». В английском переводе (Филиппа Раи) эта работа издана под названием «Естественный экономический порядок».
В 1918 году, вскоре после окончания Первой мировой войны, когда все только и говорили о мире, он фактически предсказал начало Второй мировой войны в письме издателю берлинской газеты «Berliner Zeitung am Mittag»:

Несмотря на то, что народы дают священную клятву заклеймить войну на все времена,
несмотря на призыв миллионов: «Нет войне!», вопреки всем надеждам на лучшее будущее
я должен сказать: если нынешняя денежная система сохранит процентное хозяйство,
то я решусь утверждать уже сегодня, что не пройдет и 25 лет, и мы будем стоять перед лицом новой,
ещё более разрушительной войны. Я очень отчётливо вижу развитие событий.
Сегодняшний уровень техники позволит экономике быстро достигнуть наивысшей производительности.
Несмотря на значительные потери в войне, будет происходить быстрое образование капиталов,
которые вследствие избыточности предложения снизят проценты.
Тогда деньги будут изъяты из обращения. Это приведёт к сокращению промышленного производства,
на улицу будут выброшены армии безработных… В недовольных массах пробудятся дикие,
революционные настроения, снова пробьются ядовитые ростки сверхнационализма.
Ни одна страна не сможет больше понять другую, и финалом может стать только война.— 
В апреле 1919 года Гезелль по приглашению Эрнста Никиша (тогда — левого социалиста) входил в качестве министра финансов и члена комиссии по социализации в просуществовавший короткое время революционный кабинет Баварской советской республики, избрав в качестве своих помощников швейцарского математика Теофила Кристена и экономиста Эрнста Поленске. Он пытался осуществить свои теоретические построения на практике, однако через 7 дней его нахождения на посту коммунистами было сформировано новое правительство, в которое его не включили. После подавления баварской революции Гезелль был задержан и впоследствии осуждён военным трибуналом. Из-за его участия в правительстве советской республики швейцарские власти отказали Гезеллю в возможности вернуться на его ферму в Невшателе. Последнее десятилетие своей жизни он провёл в Берлине и Швейцарии, посвятив себя пропаганде своих идей.

## Основные идеи
Сильвио Гезелль был вегетарианцем, полагающим, что земля принадлежит всем людям одинаково, вне зависимости от расы, пола, класса, способностей или религии.
Его экономические взгляды были основаны на упразднении процента по кредитам и национализации земли. Гезелль пришел к выводу, что равномерная скорость обращения денег является важным условием для бескризисной экономики. Деньги должны служить лишь в качестве средства обмена, а не как средство сбережения. Он полагал, что «естественный экономический порядок», обеспечивающий обращение денег — это порядок, при котором деньги становятся платной государственной услугой, так называемые «деньги с отрицательным процентом», когда текущие владельцы денег обязаны регулярно передавать государству некоторую небольшую сумму, как плату за право пользоваться деньгами государственной эмиссии.
Первым практическим применением взглядов Гезелля был эксперимент в 1932 году в австрийском городке Вёргль с населением 3000 человек.
В результате эксперимента в городе был построен мост, улучшено состояние дорог, увеличились капиталовложения в общественные службы. Именно в это время, когда многие страны Европы вынуждены были бороться с растущей безработицей, уровень безработицы в Вёргле снизился за год на 25 %.
Когда более 300 общин в Австрии заинтересовались данной моделью, Национальный банк Австрии усмотрел в этом угрозу своей монополии и запретил печатание свободных местных денег. Несмотря на то, что спор длился очень долго и рассматривался даже в высших судебных инстанциях Австрии, ни Вёрглю, ни другим европейским общинам не удалось повторить этот эксперимент.

 Однако запреты касались непосредственной эмиссии денег местными властями, неподконтрольной Национальному банку, а не принципов системы Гезелля.
Одна из самых популярных систем свободных денег — швейцарский WIR (нем. Wirtschaftsring-Genossenschaft, Кооператив экономического круга), насчитывающий 62 тысячи участников и обеспечивающий ежегодный оборот в эквиваленте 1 млрд 650 млн швейцарских франков. Эта система была основана в 1934 году, как механизм преодоления платежного кризиса, сложившегося под влиянием великой депрессии. Однако уже в 1952 году они были вынуждены отказаться от теории Гезелля «свободных денег» и сейчас используют ссудный процент.
Логичным продолжением идей Гезелля являются разные варианты «торговых систем местного обмена» (LETS), существующие сегодня как в США, так и в Европе.

## Значение Сильвио Гезелля
Известный экономист Джон Мейнард Кейнс в своей работе «Общая теория занятости, процента и денег» подчёркивает влияние денежной теории Гезелля на его собственную концепцию. Лауреат нобелевской премии по экономике экономист Ян Тинберген пишет о том, что социально-экономическая система, предложенная Гезеллем, заслуживает внимания и обсуждения.

## Критика
Критики считают идеи Гезелля несостоятельными по причине того, что обесценивающиеся деньги становятся причиной инфляции. В краткосрочном периоде налог Гезелля повышает скорость обращения денег, но в долгосрочной перспективе это приводит к:
- уменьшению покупательной способности населения;
- уменьшению товарооборота вследствие низкой покупательной способности населения;
- уменьшение спроса на товары с высокой эластичностью спроса и увеличение спроса на товары с низкой эластичностью;
- особенно быстро идет расслоение общества;
- «бегство» от денег — ускоренная материализация денежных средств населения и бизнеса. В условиях обесценивания денег субъекты рыночных отношений стараются как можно быстрее избавиться от них, переводя деньги в товары и услуги. В период устойчивой инфляции люди, чтобы не обесценились их сбережения и текущие доходы, вынуждены тратить деньги сейчас. Предприятия поступают точно так же — вместо того, чтобы вкладывать капитал в инвестиционные товары, производители, защищаясь от инфляции, приобретают непроизводительные материальные ценности (золото, драгоценные металлы, недвижимость).

Опыта одного города недостаточно, чтобы утверждать об эффективности идей Гезелля. Экономический подъём в Вёргле во время эксперимента мог быть определен другими факторами, исследование которых не проводилось. Например, рост оборота в период общего кризиса и спада вовсе не означает, что подобные меры будут иметь положительное влияние в условиях достаточно стабильного оборота.

## Основные произведения
- «Реформа монетного дела как путь к социальному государству» (нем. Die Reformation des Münzwesens als Brücke zum sozialen Staat, 1891);
- «Свободная земля и свободные деньги как путь к естественному экономическому порядку» (нем. Die natürliche Wirtschaftsordnung durch Freiland und Freigeld, 1916) — в английском переводе книга известна под названием «Естественный экономический порядок» (англ. The Natural Economic Order).